# آنزن
آنزن (به فرانسوی: Anzin) یک کمون در فرانسه است که در کانتون آنزن واقع شده‌است. آنزن ۳٫۶۴ کیلومتر مربع مساحت و ۱۳٬۶۴۶ نفر جمعیت دارد و ۱۵ متر بالاتر از سطح دریا واقع شده‌است.